# Чукотские имена
Чукотские имена — личные имена, которые были в обиходе среди чукчей до конца 40-х годов XX века. В настоящее время почти все чукчи имеют русские имена.

## Традиция
Чукчи — один из немногих народов Севера, которых почти не коснулась христианизация и которые сохранили самобытную культуру и, в частности, собственные имена.
Традиционно имя чукчи состояло из одного компонента — прозвища, которое давалось ребёнку на пятый день жизни. Как правило, имя ребёнку давала мать, но это право могло быть передано и другому лицу — обычно всеми уважаемому человеку. Также было распространено гадание на подвешенном предмете для определения имени новорожденного. Вешали какой-нибудь предмет, относящийся к матери ребёнка и называли имена по очереди. При каком имени предмет шевелился, такое имя давали ребёнку. Патронимия у чукчей была развита слабо, что подтверждается генеалогическими исследованиями. 
Чукотские имена подразделяются на женские и мужские преимущественно оформлением самого имени. Например, Тынэ-нкэй это имя мужское, а Тынэ-нны — женское. Иногда, чтобы ввести в заблуждение злых духов, как считали чукчи, девочек называли мужскими именами, а мальчиков — женскими. С той же целью давали несколько имен.
Чукотские имена, как правило, означали время суток или года, когда родился ребёнок, или какого-нибудь зверя. Также распространены были имена, связанные с предметами обихода или с пожеланиями новорожденному (например, Гитиннэвыт — «красавица»). Иногда имена давались в связи с местом, где ребёнок родился.

## Влияние русского языка
В результате влияния русского народа язык чукчей обогатился новыми словами и понятиями, что естественно сказалось и на антропонимии. Первые заимствованные имена были в основном в виде кратких форм с оформлением по нормам чукотского языка: Коля-кай, Валя-на. Впоследствии заимствование русских имён приобрело повсеместную форму. По желанию родителей младенцам в ЗАГСах давали русское имя, а в качестве фамилии использовалось преобразованное имя отца или матери. Таким образом, чукотские имена больше приблизились к русской модели (имя + фамилия). В настоящее время используется уже трехкомпонентная модель имени (имя + отчество + фамилия). При этом отчество образуется из имени отца, а фамилия — из имени деда.

## Традиционные имена у чукчей
Марьям, Алелекэ (мужское), Атч-ытагын (мужское) и Ив-нэвыт (женское), Аляпэнрын (мужское), Выргыргылеле (мужское), Гив-ынкээв (мужское) и Пэнр-ына (женское), Кмоль (мужское), Лелекай (мужское), Лелетке (мужское), Нутэ-нли (мужское) и Окко-н (женское), Гыргол-гыргын (мужское) и Тына-твал (женское), Танат (мужское) и Тиныл (женское).

## Источник
- Имена народов мира. Чукчи